# بلندی (فیلم ۱۹۸۱)
بلندی یا ارتفاع (به هندی: Bulundi) فیلمی هندی محصول سال ۱۹۸۱ و به کارگردانی اسماعیل شروف است. در این فیلم بازیگرانی همچون راج کومار، آشا پارک، دنی دنزونگپا، کیم، کولبوشان کارباندا، قادرخان و هلن ایفای نقش کرده‌اند.